# Chilumena
Chilumena là một chi nhện trong họ Zodariidae.

## Các loài
Các loài trong chi này gồm:
- Chilumena baehrorum Jocqué, 1995
- Chilumena reprobans Jocqué, 1995 *